# Сецемін (Західнопоморське воєводство)
Сецемін (пол. Sieciemin) — село в Польщі, у гміні Сянув Кошалінського повіту Західнопоморського воєводства.
Населення — 403 особи (2011).

## Демографія
Демографічна структура станом на 31 березня 2011 року:
|          | Загалом | Допрацездатний вік | Працездатний вік | Постпрацездатний вік |
| -------- | ------- | ------------------ | ---------------- | -------------------- |
| Чоловіки | 203     | 52                 | 128              | 23                   |
| Жінки    | 200     | 57                 | 112              | 31                   |
| Разом    | 403     | 109                | 240              | 54                   |